# Acidaliastis micra
Acidaliastis micra is een vlinder van de familie van de spanners (Geometridae). De wetenschappelijke naam van deze soort is voor het eerst voorgesteld door George Francis Hampson in een publicatie uit 1896.

## Verspreiding
De soort komt voor in
- het Palearctisch gebied waaronder Marokko, Algerije, Egypte, Israël en Jordanië,
- het Afrotropisch gebied waaronder Westelijke Sahara, Mali, Niger, Tsjaad, Soedan, Djibouti, Ethiopië, Somalië, Kenia, Saudi-Arabië, Oman en Jemen.

## Waardplanten
De rups leeft op diverse soorten uit de vlinderbloemenfamilie (Fabaceae) waaronder Senegalia mellifera en Vachellia tortilis.

## Ondersoorten
- Acidaliastis micra galactea Rungs, 1943 (Westelijke Sahara)
- Acidaliastis micra micra Hampson, 1896
  - = Acidaliastis micra desertoria (Rebel, 1909)
  - = Acidaliastis micra dissimilis (Warren & Rothschild, 1905)
  - = Acidaliastis micra vinnularia (Rebel, 1907)